# Necrópolis de Trayamar
Trayamar es una necrópolis fenicia, datada en el siglo VII a. C., situada en la margen derecha del río Algarrobo, en el municipio de Algarrobo en la provincia de Málaga (España). Es considerada uno de los yacimientos fenicios más importantes del Mediterráneo occidental. Su importancia radica en que el estudio de los diferentes estratos de algunos de sus hipogeos permiten ver la evolución de las costumbres funerarias fenicias, de la incineración a la inhumación. Además se han encontrado importantes piezas de ajuar funerario, entre las que destaca el denominado Medallón de Trayamar. El yacimiento fue estudiado por el Instituto Arqueológico Alemán de Madrid, que encontró cinco tumbas, aunque tres de ellas (la II, III y V) fueron destruidas por labores agrícolas mientras se tramitaban los permisos de excavación, por lo que los arqueólogos sólo pudieron estudiar la tumba I y la IV.

## Características de las tumbas
Las tumbas encontradas en Trayamar son unas cámaras subterráneas - Hipogeos - con una puerta adintelada a la que se accedía a través de un pasillo - dromos - sellado con sillares, y que quizás estuviese escalonado. Las paredes del hipogeo fueron realizadas con sillares de piedra y columnas de madera que soportaban una cubierta a dos aguas.
Schubart y Niemeyer han idenificado estos hipogeos como panteones familiares, debido a sus múltiples usos a lo largo del tiempo. En la tumba IV, por ejemplo, encontramos primero tres incineraciones (A, B y C), que unas décadas después fueron cubiertas por arcilla para realizar dos inhumanciones (D y E).
Dentro de las tumbas encontramos restos de un banquete ritual -típico de la cultura fenicia- en el que los comensales, tras desarrollar el banquete en el interior de la tumba, rompían la vajilla empleada y la dejaban en el interior.

## Medallón de Trayamar
Entre el ajuar funerario de Trayamar destaca el conocido como el "Medallón de Trayamar". Se trata de un medallón de oro de 25 mm con motivos egiptizantes, en el que se han aplicado las técnicas del repujado y granulado. La escena consiste en un saliente de tierra (onfalos) del que salen dos cobras (Uraeus), en cuyas cabezas se posan dos halcones. Sobre ellas hay un Horus con las alas abiertas que tiene bajo sus garras un sol y un creciente lunar (símbolo de Tanit). El enganche tiene forma de carrete de hilo.
El medallón fue encontrado en el estrato de las inhumaciones de la tumba IV y se halla expuesto, junto al resto de joyas del ajuar, en el Museo Arqueológico Provincial de Málaga.